# Route nationale 68 (Belgique)
Pour les articles homonymes, voir Route nationale 68.
La route nationale 68 est une route nationale de Belgique qui relie Eynatten (Raeren), au niveau de la frontière allemande, à Deiffelt (Gouvy), au niveau de la frontière luxembourgeoise. Celle-ci est prolongée à la frontière allemande par la Bundesstraße 57 en direction d'Aix-la-Chapelle et par la route nationale 7 à la frontière luxembourgeoise. Elle fait partie de l'itinéraire de la  reliant Aix-la-Chapelle à Luxembourg.

## Description du tracé

### Communes sur le parcours
- Région wallonne
  -  Province de Liège
    - Raeren
    - Eupen
    - Jalhay
    - Waimes
    - Malmedy
    - Stavelot
    - Trois-Ponts

  -  Province de Luxembourg
    - Vielsalm
    - Gouvy

## Statistiques de fréquentation
| BK | Début | Fin | Trafic moyen journalier (6h–22h, en milliers), | Trafic moyen journalier (6h–22h, en milliers), | Trafic moyen journalier (6h–22h, en milliers), | Trafic moyen journalier (6h–22h, en milliers), | Trafic moyen journalier (6h–22h, en milliers), | Trafic moyen journalier (6h–22h, en milliers), | Trafic moyen journalier (6h–22h, en milliers), |
| BK | Début | Fin | 1985                                           | 1990                                           | 1995                                           | 2000                                           | 2005                                           | 2010                                           | 2015                                           |
| -- | ----- | --- | ---------------------------------------------- | ---------------------------------------------- | ---------------------------------------------- | ---------------------------------------------- | ---------------------------------------------- | ---------------------------------------------- | ---------------------------------------------- |